# Кофман, Лев Абрамович
Лев Абра́мович Ко́фман (17 июня 1957, СССР — 12 ноября 2009, Торонто, Канада) — советский и канадский физик, специалист по космологии.

## Биография

### СССР (1957—1991)
Родился в Сибири в 1957 году. В 1979 году окончил Тартуский университет, однако руководителем его кандидатской диссертации стал Алексей Александрович Старобинский из Института теоретической физики имени Ландау. Защитил кандидатскую диссертация в 1984. Впоследствии работал в Физическом институте им. П. Н. Лебедева. В 1987 году награждён медалью Академии наук для учёных до 35 лет. Был взят на работу научным сотрудником Институтом астрофизики и физики атмосферы Академии наук Эстонской ССР.

### Канада и США (1991—2009)
В 1991 году Лев Кофман переезжает в Канаду и устраивается на работу в Канадский институт теоретической астрофизики (CITA). Он был одним из целого ряда известных представителей советской космологической школы, включая А. А. Старобинского и С. Ф. Шандарина, которые переехали из СССР в Северную Америку в начале 90-х. Также Л. А. Кофман провёл некоторое время в Принстонском университете. С 1993 по 1998 годы он работал в Гавайском университете, после чего получил должность полного профессора в CITA. В последние годы жизни Л. А. Кофман был назначен исполнительным директором CITA.

## Научные достижения
В середине 1980-х годов учёные проявляли повышенный интерес к так называемой модели ΛCDM, которая позднее стала основной моделью космологии. Л. А. Кофман и А. А. Старобинский были первыми в 1985 году, кто вычислил увеличение широкоуглового космического микроволнового фонового излучения, связанное с наличием космологической константы. Кофман также выполнил пионерские работы по нестандартным вариациям инфляционного излучения с применением гибридных двухполевых моделей. Тема инфляционных теорий стала основной темой исследований Льва Кофмана.
Наиболее известны работы Кофмана по возникновению материи и энтропии из нелинейного взаимодействия когерентной инфляционной энергии с другими полями. В 1993 году он показал, что этот процесс может быть усилен через параметрический резонанс.

## Награды
- Медаль АН СССР для молодых учёных до 35 лет (1987)